# Riot on an Empty Street
Riot on an Empty Street är den norska duon Kings of Conveniences tredje album, utgivet i juni 2004. Den kanadensiska musikern Feist medverkar på låtarna "Know-How" och "The Build-Up".

## Låtlista
1. "Homesick" – 3:13
2. "Misread" – 3:08
3. "Cayman Islands" – 3:03
4. "Stay Out of Trouble" – 5:04
5. "Know How" – 3:58
6. "Sorry or Please" – 3:47
7. "Love Is No Big Truth" – 3:48
8. "I'd Rather Dance with You" – 3:29
9. "Live Long" – 2:58
10. "Surprise Ice" – 4:23
11. "Gold in the Air of Summer" – 3:34
12. "The Build-Up" – 4:06